# Michail Michajlovič Bachtin
Michail Michajlovič Bachtin (17. listopadu 1895, Orel – 7. března 1975, Moskva) byl ruský literární vědec a teoretik kultury, původce pojmů chronotop, monologičnost/polyfoničnost, karnevalismus. Navazují na něj mj. Tzvetan Todorov a Julia Kristeva.

## Život
Narodil se ve staré ruské šlechtické rodině. Jeho otec byl ředitelem banky a často se stěhoval. Z tohoto důvodu Bachtin strávil své dětství v Orlu, Vilniusu a Oděse, kde v roce 1913 nastoupil ke studiu na místní univerzitě. Studoval historii a filologii. Později přešel na Petrohradskou státní univerzitu. Zde ho výrazně ovlivnil polský klasický filolog Tadeusz Stefan Zieliński.
Studium dokončil v roce 1918. Poté se přestěhoval do malého města Něvel v západním Rusku, ve Pskovské oblasti. Zde dva roky působil jako učitel. Tehdy vznikl první "Bachtinův kruh", skupina intelektuálů diskutujících pravidelně o literárních, náboženských a politických tématech. V této skupině byli Valentin Vološinov a později Pavel Medveděv. Hlavním tématem diskusí byla německá filozofie. Bachtin tehdy pracoval na rozsáhlé práci týkající se morální filozofie, která nebyla nikdy plně publikována, v roce 1919 byla otištěna pouze malá část tohoto díla.
V roce 1921 se Bachtin oženil s Elenou Alexandrovnou Okolovičovou. V roce 1923 u něj diagnostikovali osteomyelitidu, kostní onemocnění, které nakonec vedlo k amputaci nohy v roce 1938.
V roce 1924 se Bachtin přestěhoval do Leningradu, kde získal post v Historickém ústavu. Chtěl časopisecky publikovat text O otázce metodiky estetiky v písemných dílech, avšak časopis, ve kterém se měl článek objevit, byl zastaven. Tato práce byla nakonec publikována až o 51 let později. Špatné publikační možnosti Bachtina provázely po celou kariéru. V roce 1929 nicméně vyšla práce Problematika Dostojevského děl, Bachtinovo první velké dílo, kde zavádí koncept dialogismu.
Pocity triumfu však netrvaly dlouho. Bachtin v Leningradě občas navštívil schůze zvláštní skupiny, která se nazývala Voskresenije. Podporovala sice komunismus, avšak odmítala ateismus. Krátce po vydání Bachtinovy první knihy se na skupinu vrhla sovětská tajná policie OGPU. Zatčen byl i Bachtin. Ač nebyl členem skupiny, byl odsouzen k pětiletému pobytu v pracovním táboře na Soloveckých ostrovech. Po odvolání, v němž apeloval, aby soud zvážil jeho zdravotní stav, byl rozsudek zmírněn na nucený odchod do Kazachstánu. Tam spolu se svou ženou strávil šest let, v Kostanaji, kde pracoval v knihkupectví. Ve volném čase napsal několik důležitých esejů, včetně textu Diskurs románu.
Roku 1936 se přestěhoval do Saransku v Mordvinsku, kde pak vyučoval na Mordvinském pedagogickém institutu. Roku 1937 se přestěhoval do města Kimry, sto kilometrů od Moskvy. Zde mu byla amputována noha (což mu poměrně ulevilo a stal se vitálnějším) a dokončil zde také knihu o německém románu 18. století, kterou následně přijalo vydavatelství Sovetskij Pisatel. Než však došlo k vydání, došlo ke vpádu německých vojsk do Sovětského svazu a rukopis se v nastalém chaosu ztratil.
Bachtin se před frontou stáhl do Moskvy, kde pak žil až do konce druhé světové války. V Moskvě odevzdal Gorkého institutu světové literatury svou dizertační práci o Françoise Rabelaisovi. K obhajobě mohlo dojít ale až po válce. V letech 1946–1949 tato dizertační práce rozdělila moskevské učence do dvou nesmiřitelných skupin. Do sporu nakonec vstoupila vláda, která dala za pravdu odpůrcům práce. Bachtin tak nezískal titul doktor věd a vrátil se do Saransku, kde se stal předsedou oddělení všeobecné literatury na Mordvinském pedagogickém institutu. Když se v roce 1957 Institut změnil z učitelské školy na univerzitu, stal se Bachtin vedoucím katedry ruské a světové literatury.
V roce 1961 ho zhoršené zdraví přinutilo odejít do invalidního důchodu. Roku 1969 se přestěhoval do Moskvy, kde žil až do své smrti v roce 1975.
Bachtinovy práce a myšlenky získaly po jeho smrti popularitu, zvláště v západní Evropě. Jeho práce se staly nesmírně módními a vlivnými v kulturálních studiích, ale i v lingvistice a literární teorii.